# کاوالرلونه
کاوالرلونه (به ایتالیایی: Cavallerleone) یک کومونه در ایتالیا است که در استان کونیو واقع شده‌است.

## خصوصیات
کاوالرلونه ۱۶٫۵ کیلومترمربع مساحت و ۵۷۸ نفر جمعیت دارد.